# Diskografie Pavla Rotha
Diskografie zpěváka a skladatele Pavla Rotha.

## Diskografie
- 1982 Znám tón (Sharazan) – Pavel Roth a Helena Viktorínová/Nechte mě chvíli spát – Pavel Roth – Supraphon 1143 2651, SP
- 1983 Vždycky budu tě znát/To ráno (Domani) – Bratislavská lyra – Supraphon 11 43 2746, SP
- 1983 Krásnější než růže (Melancholia)/Nepospíchá – Supraphon 1143 2776, SP
- 1983 Zahrada ticha/Tvůj list (Luise, luise) – Supraphon 1143 2835, SP
- 1983 Stále zasněná/Všechno se ti vráti – Supraphon, SP
- 1984 Princezna/Spi – Supraphon, SP
- 1984 Sylvie/Tvůj smích slyšel bych rád – Supraphon, SP
- 1984 To se mi zdá/Pět dní – Supraphon, SP
- 1984 Panna z porcelánu/Neteř a já – Supraphon 1143 3238, SP
- 1986 Zahrada ticha – Supraphon 1113 4069, LP
- 1998 Zpátky do zahrady ticha – Projektil Best of & Pavel Roth
- 2004 Čáry lásky
- 2006 Spal mě svou láskou – B.M.S.
- 2007 Lůžko z trávy – Pavel Roth a Iva Hajnalová – B.M.S.

### Kompilace
- 2004 Hitparáda 80. let – Supraphon EAN 0099925554422, 2CD – 08. Pavel Roth – Zahrada ticha – cd1
- 2005 Made In Italy – Supraphon SU 5641–2, EAN 0099925564124, CD – 08. Krásnější než růže (Malinconia).

## Zahrada ticha
Zahrada ticha je hudební album Pavla Rotha. Album vyšlo v roce 1986 na LP.
- Seznam skladeb:

1. Stále zasněná (Pavel Hrubeš / Vladimír Poštulka) 3:12
2. Internátní romance (Zdeněk Nedvěd / Karel Šíp) 3:25
3. Nezapomeň (Miroslav Dudáček, Pavel Hrubeš / Jaroslav Machek) 3:35
4. Rokenrol se vrátil (Pavel Roth / Karel Šíp) 3:50
5. Dům, co s námi shořel (Zdeněk Nedvěd / Jaroslav Machek) 4:15
6. Sylvie (Pavel Roth / Eduard Krečmar) 3:38
7. Zahrada ticha (Ivan Sekyra / Ivan Sekyra) 3:27
8. Všechno se ti vrátí (Zdeněk Nedvěd / Jaroslav Machek) 3:25
9. Moře (Pavel Roth / Eduard Krečmar) 4:00
10. Tvůj smích slyšel bych rád (Zdeněk Nedvěd / Jaroslav Machek) 3:06
11. Centrifuga (Pavel Roth / Eduard Krečmar) 2:30
12. Nejdelší loučení (Zdeněk Nedvěd / Pavel Cmíral) 5:38

## Zpátky do zahrady ticha – Projektil Best of & Pavel Roth
- Seznam skladeb: [1]

1. Zahrada ticha – spev: Pavel Roth 04:09
2. Třešňová nálada – Milan Schelinger 03:19
3. Uvadlé rùže – Pavel Roth 03:07
4. S Tebou – Jirka Hopp 03:20
5. Madagaskar – Jirka Hopp 03:33
6. Jako Rolling Stones – Jirka Hopp, Ivan Sekyra 03:31
7. Je to síla – Ivan Sekyra 04:42
8. Mám ztratit svou dálku – Pavel Roth 03:54
9. 1000 sluncí – Jirka Hopp 05:50
10. Vítěz – Pavel Roth 03:16
11. Zrcadla – Jirka Hopp 04:28
12. Zùstanu sám – Pavel Roth 03:44
13. Muž ze železných hor – Jirka Hopp 03:45
14. Noční vlak – Pavel Roth 04:39
15. Modré UFO – Jirka Hopp 03:45
16. Vstáváš – Pavel Roth 03:28
17. Poutník – Jirka Hopp 03:15
18. Předposlední – Jirka Hopp 04:03
19. Zahrada ticha – Milan Schelinger 03:18

## Čáry lásky
Čáry lásky je album Pavla Rotha. Album vyšlo v roce 2004 na CD.
- Seznam skladeb:

1. Čáry lásky (Pavel Roth / Dušan Hejbal) 3:10
2. Vzdálená (Pavel Roth / Pavel Roth) 3:10
3. Krásnější než růže (Maurizio Fabrizio, Riccardo Fogli / Vladimír Poštulka) 3:45
4. Moře (Pavel Roth / Eduard Krečmar) 3:32
5. Princezna (Pavel Roth / V. Polák) 3:11
6. Zahrada ticha (Ivan Sekyra / Ivan Sekyra) 4:31
7. Stále zasněná (Pavel Hrubeš / Vladimír Poštulka) 3:05
8. Kříže v moři (Pavel Socha / Pavel Roth) 3:30
9. Město (Pavel Roth / Vladimír Poštulka) 2:29
10. Džíny (Pavel Roth / Pavel Roth) 3:33
11. Internátní romance (Zdeněk Nedvěd / Karel Šíp) 3:22
12. Vyznání (Pavel Hrubeš / V. Hons) 2:54
13. Hotel sen (Pavel Roth / Vladimír Čort) 3:26
14. Jsem tvůj (Zdeněk Nedvěd / Jaroslav Machek) 3:40
15. Uvadlá růže (Pavel Roth / Pavel Roth) 3:02
16. Spí (Pavel Roth / Vladimír Poštulka) 3:56

- Další informace:
- Vydavatel: Remake EAN 5940641 500130,
- Zpěv, kytara, akordeon, foukací harmonika, zobcová flétna: Pavel Roth
- Basová kytara, akustická kytara, sbory, programování: Pavel Socha

## Spal mě svou láskou
Spal mě svou láskou je album Pavla Rotha. Album vyšlo v roce 2006 na CD.
- Seznam skladeb:

1. Spal mě svou láskou 03:10
2. Pilát 03:40
3. Vzpomínky 03:07
4. Skotská zem 02:58
5. Jeden den Julie Kapuletové 03:14
6. Rokenrol se vrátil 03:56
7. Pozítří 03:42
8. Dlouhý den 02:56
9. Usmívej se, když odcházím 03:44
10. Čas motýlí 03:04
11. Jezdecká socha 03:07
12. Okno v přízemí 03:44
13. Řekni 04:39

- Bonus:
- 14. Zahrada ticha (smyčcová verze) 04:19

- Další informace:
- Vydavatel: B.M.S. EAN 8590646061425,

## Lůžko z trávy
Lůžko z trávy je album Pavla Rotha a Ivy Hajnalovej. Album vyšlo v roce 2007 na CD.
- Seznam skladeb:

1. Řekni mi jak 03:32
2. Lůžko z trávy 04:11
3. Formule 1 03:41
4. Láska je nejkrásnější flám 04:08
5. Amerika 03:24
6. Potmě si tě najdu 03:23
7. Já kašlu na to, co se říká 02:50
8. Blíž mi stůj 03:50
9. Na kolenou 03:35
10. Usmívej se, když odcházím 03:40
11. Muzikant 03:12
12. Zůstaň se mnou 03:25
13. Úspěšní 05:03
14. Lůžko z trávy – radioverze 03:32

- Další informace:
- Vydavatel: B.M.S. EAN 8590646074524,